# اسمي خان (فلم هندي)
اسمي خان (بالإنجليزية: My Name is Khan) فيلم أنتج عام 12 فبراير 2010. رزوان «رضوان» خان مسلم هندي يعاني من مرض التوحد غير الحاد (متلازمة أسبرجر). بعد وفاة أمه ينتقل إلى الولايات المتحدة الأمريكية ليقيم عند أخيه زاكر، هناك يتعرف على فتاة هندوسية تدعى مانديرا مطلقة ولديها ابن من زواج سابق ليقع في غرامها. تتأزم أحداث الفيلم بعد انهيار برجىَ التجارة العالمي ويبدأ المسلمين بالتعرض للإضطهاد. وهنا يتعرض ابن مانديرا للقتل فتحمل رضوان الذنب وتطلب منه الذهاب لمقابلة الرئيس الأمريكي وإخباره أنه ليس بإرهابي وهنا تبدأ رحلة رضوان لمقابلة رئيس الولايات المتحدة لإخباره أن المسلمين ليسوا إرهابيين ويتعرض خلالها لمواقف مختلفة تكشف عن نظرة الأمريكيين للدين الإسلامي.

## وصلات خارجية
- مقالات تستعمل روابط فنية بلا صلة مع ويكي بيانات